# ウィキメディア・コモンズ
ウィキメディア・コモンズ（または略してコモンズ、Wikimedia Commons）は、ウィキペディアと同じくウィキメディア財団による姉妹プロジェクトであり、「すべてのウィキメディアプロジェクトをはじめ、誰でも自由に利用できる画像・音声・動画、その他あらゆる情報を包括し供給する」といったことを目的とする。2004年9月7日に活動を開始した。アップロードされたファイルの総数は5800万点を超えている。
ウィキペディアと同じMediaWikiというウィキ・ソフトウェアを使用しており、誰でも編集できる。ウィキペディアのような言語別の運用の形式を取らず多言語運用となっている。アップロードされたコンテンツはウィキペディアをはじめとする各プロジェクトのページから呼び出され、ウィキペディアなどに直接アップロードした画像と同じように取り扱われる。
iOSとAndroidに対応したファイルアップロード用のアプリが公開されている。

## ライセンス
現在、ウィキメディア・コモンズではファイルのライセンスとして、GNU Free Documentation License (GFDL)、クリエイティブ・コモンズ「表示 (CC BY)」 あるいは「表示-継承 (CC BY-SA)」、その他フリーなライセンスおよびパブリックドメインを採用している。この点でもコンテンツのライセンスがGFDL/CC BY-SAのデュアルライセンスとなるウィキペディアとは異なる。

## スマートフォンのアプリ
2013年4月にウィキメディア財団から、iOSとAndroid向けの公式のコモンズのアプリが公開されたが、2014年9月にはアプリがメンテナンスされていないため削除され、その後はボランティアの有志がアプリを公開している。